# Big River (Labrador)
Der Big River (englisch für „großer Fluss“) ist ein 59 km langer Zufluss der Labradorsee im Osten von Labrador in der kanadischen Provinz Neufundland und Labrador.

## Flusslauf
Der Big River hat seinen Ursprung im etwa 250 m hoch gelegenen Little Michinappi Lake (früherer Name: White Bear Lake). Der See ist Teil eines größeren Seensystems, zu welchem der weiter westlich gelegene Michinappi Lake, der nordwestlich gelegene White Bear Lake sowie mehrere weitere namenlose Seen gehören. Der Big River verlässt den Little Michinappi Lake an dessen östlichem Ufer. 1,5 km flussabwärts mündet der Standfords River von rechts in den Big River. Dieser fließt 45 Kilometer in überwiegend nordnordöstlicher Richtung, bevor er sich auf seinen unteren 13 Kilometern nach Osten wendet. Von links münden die Flüsse Micmac River und Otter Lake Brook in den Big River. Die Mündung befindet sich 30 km südsüdöstlich der Gemeinde Makkovik. Wenige Kilometer nördlich des Unterlaufs verläuft der Adlavik Brook. Das Einzugsgebiet des Big River umfasst eine Fläche von 2849 km². In diesem wurde ein Uranvorkommen entdeckt, das so genannte Michelin Deposit. Entlang dem Flusslauf wachsen Schwarz-Fichten.

## Flussfauna
Am Flusslauf des Big River befinden sich bei Flusskilometer 38,6 und 43,5 3,1 bzw. 4,6 m hohe Wasserfälle, die als teilweise Hindernisse für Wanderfisch betrachtet werden.
Im Flusssystem kommen folgende Fischarten vor: Catostomus catostomus (longnose sucker), anadrome und nicht-anadrome Form des Bachsaiblings, Catostomus commersonii (white sucker) und Atlantischer Lachs (anadrome Form und nicht-anadrome Süßwasser-Form Ouananiche).